# Psectrocladius flavus
Psectrocladius flavus är en tvåvingeart som först beskrevs av Oskar Augustus Johannsen 1905.  Psectrocladius flavus ingår i släktet Psectrocladius och familjen fjädermyggor. Inga underarter finns listade i Catalogue of Life.